# Thore Schölermann
Pour les articles homonymes, voir Schölermann.
Thore Schölermann (né le 26 septembre 1984 à Iserlohn, Rhénanie-du-Nord-Westphalie) est un acteur allemand surtout connu pour son rôle dans le soap opera Verbotene Liebe depuis le 27 novembre 2006 sur la chaine Das Erste. Il y incarne Christian Mann, le petit ami d'Oliver Sabel (Jo Weil). 
Il est également le présentateur de The Voice Kids en Allemagne, une émission basée sur le même concept que sa grande sœur mais dont les candidats sont des enfants.

## Biographie
En 2006, après avoir étudié à la MFA Acting School à Mallorca en Espagne, Thore est rapidement engagé pour jouer le rôle du boxeur Christian Mann dans le soap allemand Verbotene Liebe. Un an plus tard, Thore acquiert une renommée internationale quand son personnage entame une relation amoureuse avec le serveur Oliver Sabel (incarné par Jo Weil). Le jeu naturel des deux acteurs et la représentation d'une histoire d'amour gaie dépourvue de clichés font un triomphe. Le couple devient célèbre à l'international grâce au sous-titrage anglais amateur des extraits d'épisodes où ils apparaissent, disponibles sur YouTube.
Thore, avec Jo Weil, est un ambassadeur pour Aidshilfe Köln (Aide pour le sida à Cologne). Une association qui aide les porteurs du VIH et les malades du sida. Il participe en 2010 à la convention « Gays Of Our Lives » en commun avec Aidshilfe Köln, au cours de laquelle plusieurs vedettes de soap opéras interprétant des personnages gays rencontrent leur fans à New York.

## Filmographie
- 2006–2012 : Verbotene Liebe : Christian Mann
- 2012 : Alerte Cobra (épisode 239)